# Strengelbach
Strengelbach (schweizertyska: Strängubach) är en ort och kommun i distriktet Zofingen i kantonen Aargau, Schweiz. Kommunen har 5 104 invånare (2023). Orterna Strengelbach och Zofingen är så gott som sammanvuxna, endast en motorväg och vattendraget Wigger skiljer orterna åt.